# Notholca japonica
Notholca japonica är en hjuldjursart som först beskrevs av Marukawa 1928.  Notholca japonica ingår i släktet Notholca och familjen Brachionidae. Inga underarter finns listade i Catalogue of Life.